# Chen Danqing
Chen Danqing en chino: 陈丹青; pinyin: Chén Dānqīng; (Shanghái, 11 de agosto de 1953) es un pintor, escritor y crítico de arte chino. Muy conocido por sus pinturas de tibetanos.

## Biografía
Nació en 1953, Chen Danqing pasó su niñez en Shanghái, ciudad costera al este de China. Su familia procede de Chen en Taishan, provincia de Guangdong. Como su abuelo, que más tarde se convirtió en un ciudadano de Taiwán. En la década de 1980 viajó a los Estados Unidos y se convirtió en ciudadano estadounidense. Por casualidad, Chen se impresionó al ver unas pinturas occidentales, las cuales provocaron su gran interés por la pintura. Comenzó a aprender a pintar al óleo bajo la guía de su maestro en la escuela secundaria, y conoció a jóvenes artistas como Chen Yifei y Xia Baoyuan.

### Revolución Cultural
En la década de 1970, durante la llamada "Revolución Cultural", después de graduarse en la escuela secundaria, cuando todavía era un adolescente de 16 años, Chen vio obligado a ir al campo, se fue al campo de la provincia de Jiangxi. En primer lugar en el sur de Ganzhou. Desde el amanecer hasta la puesta del sol trabajaba duro. Para matar el tiempo, Chen Danqing se dedicaba a pintar con el fin de aliviar su soledad. Posteriormente, trabajó en una fábrica de urnas de ceniza como dibujante; más tarde, con la ayuda de Chen Yifei, se mudó a los suburbios de Nanjing y se establecieron allí.
Con los años ha hecho grandes avances en este campo. También ha pintado historietas, ilustraciones y carteles publicitarios. Aunque no haya podido aprender este arte en la escuela, su técnica ha gozado de fama en su localidad.

### Tíbet en serie
En septiembre de 1976, Chen Danqing se fue a pintar al Tíbet. En aquel entonces, Mao Zedong, fundador de la nueva China, falleció. Todo el pueblo chino se sumió en una profunda aflicción. Con dicho acontecimiento político, Chen Danqing creó su pintura al óleo, Lágrimas derramadas en el campo de cosecha (泪水洒满丰收田). En esta pintura, se ve una vasta extensión de trigal dorado, y tibetanos vestidos de una toga negra, al enterarse de la aterradora noticia, dejaron de segar por su la profunda pena que sentían. Destaca el complicado sentimiento de los personajes con un impresionante contraste de color, lo que lo hace de un gran atractivo artístico. Cuando exhibió esta pintura en la exposición nacional, ganó el elogio general del público. Desde entonces, el nombre de Chen Danqing se difundió rápidamente en los círculos de bellas artes de China, y muchos jóvenes de todas partes del país que se dedicaban a la pintura al óleo, vinieron a pedirle consejos.
Con la restauración de la Prueba de Acceso a la Educación Superior Nacional (高考) en el año 1978, después de la Revolución Cultural, Chen Danqing fue admitido en el Departamento de Pinturas al Óleo de China, la Academia Central de Bellas Artes (中央美术学院), como estudiante de posgrado, y más tarde se quedó y enseñó en la escuela después de su graduación en 1980.
En la Academia Central de Bellas Artes de China, Chen Danqing aprendió la teoría del arte occidental, y a partir de ahí, empezó su carrera profesional. Tras dos años, volvió al Tíbet con el fin de explotar temas de creación. Conmovido por la sencilla vida y costumbres de las gentes del lugar, se adentró en el conocimiento de los hermanos tibetanos. Allí realizó sus Serie del Tibet (西藏组画). En octubre de 1980, estas pinturas causaron sensación en la exposición de graduación, y se convirtieron en un jalón en la historia contemporánea de bellas artes de China.

### Tiempo en EE. UU.
En 1982, Chen se trasladó a Nueva York, para trabajar como pintor profesional. Chen continuó sus estudios en la Liga de estudiantes de arte de Nueva York.
Chen Danqing no estaba totalmente satisfecho con el éxito de Pinturas en Serie del Tíbet. Cuando miró atentamente de nuevo a estas pinturas como espectador, encontró algunos defectos, y se dio cuenta de la necesidad de aprender más. En 1982, fue invitado a cursar estudios superiores en EE. UU. por un familiar suyo. Lo que le atrae mucho es poder apreciar numerosas obras originales de pintores occidentales. Para ganarse la vida, Chen Danqing pintó para una galería de arte. Durante sus 18 años de estancia en Estados Unidos, Chen Danqing ha creado gran cantidad de obras y ha acumulado una experiencia abundante.

### Regreso a China
Al volver a su país en el año 2000, Chen Danqing fue contratado como profesor por la Academia de Bellas Artes de la Universidad de Tsinghua. Su concepto sobre el arte y su método de enseñanza son originales y distintos, como el aire fresco que flota en los círculos de arte de China. Chen Danqing presta gran atención al desarrollo de la capacidad de cada estudiante, destaca la importancia de liberar el carácter, poner en pleno juego la habilidad individual y despertar la inspiración de cada uno. Según la opinión del público, Chen Danqing tiene muchas ideas originales. El método de enseñanza de Chen Danqing fue halagado por diversas personalidades del mundo del arte, y ha logrado la atención del departamento de educación de China.[cita requerida]
Hace un año, Chen Danqing dimitió del cargo de la Universidad de Tsinghua para pintar por su cuenta. Además de pintar, se interesa también por la música. En el año 2002, publicó el ensayo Apuntes Musicales de Chen Danqing, ensayo que recoge todas las impresiones musicales durante su estancia en Nueva York. Con un lenguaje sencillo, trata de temas de interés común. Su estilo literario es fresco, sin más restricciones. Sus antologías, Ensayos en Nueva York, Los Materiales Sobrantes, y El libro de Retraso han sido muy bien acogidos por muchos lectores.
Sus artículos revelan un espíritu crítico. El Libro de Retraso recoge algunos artículos que escribió luego de volver a su país. Tratan sobre muchos aspectos, tales como la pintura, la imagen, la ciudad, la enseñanza, etc, con una descripción bastante gráfica y rememoran la historia del campo artístico.

## Listado de Obras

### Exposición de grupo
- ·Army Art Exhibition March to Tibet, Museo Nacional de Arte de China, Pekín 1977)
- National Art Exhibition (Lágrimas derramadas en el campo de cosecha, Museo Nacional de Arte de China, Pekín 1977)
- Central Academy of Fine Arts Graduate Exhibition (Pinturas en Serie del Tibet, Academia Central de Bellas Artes, Pekín 1980)
- People's Republic of China Art Exhibition (Spring Salon in París, Francia 1982)
- Chinese Contemporary Art Exhibition (Wally Findlay Galleries, Nueva York, Estados Unidos 1982)
- Group Show (Santa Ana Los Angeles Museum of Contemporary Art · Estados Unidos 1987)
- China Five Thousand Years of Civilization Art Exhibition (Museo Solomon R. Guggenheim · 1998)
- Twentieth Century Neoclassical Retrospective (Museum of Modern Art · Bélgica Wusi Deng 2001)
- China Dialogue Exhibition of Contemporary German Art (Du Du Fort Museum of Modern Art · Alemania Myers 2002)
- The Original Image Ⅱ · Contemporary Works on Paper Exhibition (Yibo Gallery, Shanghai 2003)
- Art and War (Graz, Graz, Austria, 2003 Art Museum)
- Feel · Memory (Yibo Gallery, Shanghai 2004)
- Century Spirit · Chinese Contemporary Art Masters (Millennium Art Museum, Pekín 2004)
- Art and China's Revolution (Asia Society, Nueva York, 2008 Art Museum)
- Doran 5 years · Chinese Contemporary Art Retrospective (Shanghai Duolun Museum of Modern Art · 2008)
- Very status · Chinese Contemporary Art Exhibition of Twelve Masters (Wall Art Museum, Pekín 2009)
- Chinese Painting Exhibition of artists of the twentieth century (Gran Teatro Nacional de China, Pekín 2009)
- Original Song 2011 Summer Exhibition (original song Gallery, Shanghai 2011)
- Khe Qingyuan · Chinese New Painting (Louise Blouin Foundation · Londres 2010)
- Thirty Years of Chinese Contemporary Art History · Painting articles (Minsheng Art Museum · Shanghai 2010)
- Transformation of Chinese History, Art 2000-2009 (National Convention Center, Pekín 2010)
- Spirit and History (National Exhibition Tour 2010)
- 2010 Offshore Oil Painting · Sculpture Exhibition of Famous (Museum of Contemporary Art · Shanghai Zhangjiang 2010)
- Track and Qualitative · Beijing Film Academy 60th Anniversary Exhibition (Space Art Gallery, Pekín 2010)
- Youth · Youth Narrative Painting Exhibition (Musée des beaux-arts de Shanghai Shanghai 2010)
- Love and Hope - Support Japan affected children (Iberia Center for Contemporary Art, Pekín 2011)
- Visual Memory (Musée des beaux-arts de Shanghai Shanghai 2012)
- Four Decades of Stories · Time Friendship Art (Shanghái, Nanchang 2012)
- Integrate the New Extension - Returned Overseas Artists Painting Exhibition (Beijing World Art Museum, Pekín 2012)
- Group Jane Meta · National Ten Art Museum Exhibition (Museo Nacional de Arte de China, Pekín 2013)
- The 55th Venice Biennale · Parallel Exhibition "Heart Beat" (Venecia, Italia · 2013)

### Exposiciones individuales
- Chen Danqing Exhibition My Paintings and Tibet (Wally Findlay Galleries, Nueva York, Estados Unidos)
- Chen Danqing Exhibition (Wally Findlay Galleries, Beverly Hills · Estados Unidos)
- Chen Danqing Oil Painting Exhibition (Salón conmemorativo nacional de Sun Yat-sen in Taipéi · 1995)
- Chen Danqing Exhibition (Universidad de ciencia y tecnología de Hong Kong, Centro de arte de Hong Kong, 1998)
- Chen Danqing 1968-1999 Sketch Painting Exhibition (Pekín, Guangzhou, Wuhan, Shenyang, Nanjing Shanghai 2000)
- Chen Danqing Print Exhibition (Miki International Art, Pekín 2010)
- Chen Danqing Returned Years (Academia de Pintura China, Pekín 2010)

### Curatorial
- Back to Painting (Museo Nacional de Arte de China, Pekín)
- In the Face of the Original Code (Chinese Painting Academy, Pekín)
- Shanghai Notepad · 1960 Photo Exhibition (Today Art Museum, Pekín)
- Tracer One Hundred Bridge Picture Show (Musée de Suzhou, Suzhou)

#### Colecciones
- Museo Militar de la Revolución China
- Jiangsu Provincial Art Museum
- Museo Nacional de Arte de China
- Academia Central de Bellas Artes
- Universidad de Harvard
- Wally Findlay Galleries International, Inc.
- Europa, América, Asia decenas de organizaciones, coleccionistas